# Nokia 3310

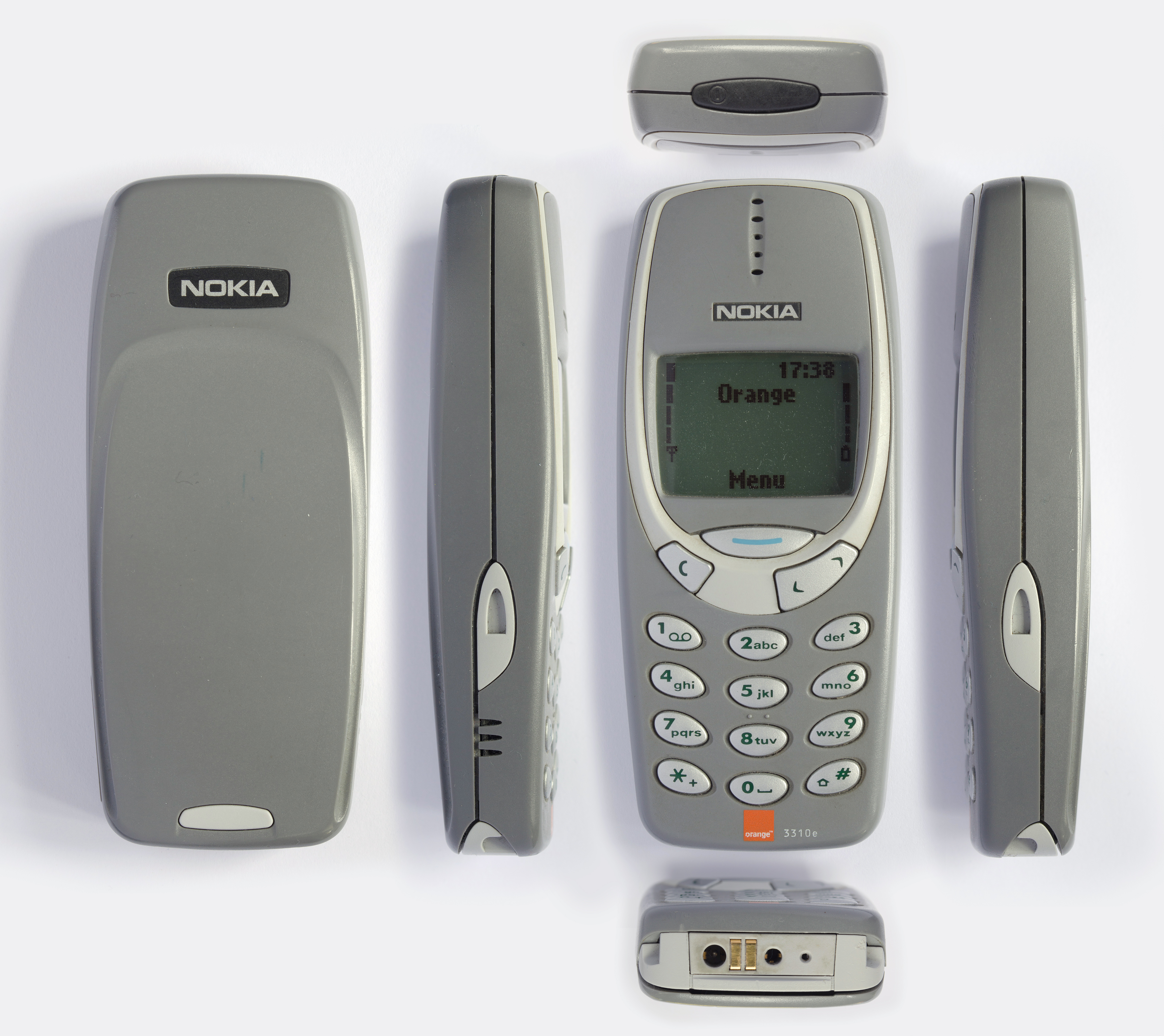
Nokia 3310

El Nokia 3310 es un teléfono móvil o GSM de dos bandas: GSM 900/1800. Fue presentado el 1 de septiembre en Oberhausen, Alemania, en el evento: "Don't be bored. Be totally board" y lanzado al mercado durante el cuarto trimestre del año 2000, reemplazando al popular Nokia 3210 de forma satisfactoria y rentable, siendo uno de los teléfonos más populares hasta ahora, con más de 100 millones de unidades vendidas en todo el mundo.
El terminal ha sido relanzado a la venta en el 2017 en una versión moderna, con  pantalla a color, sistema Nokia Series 30+, conectividad 3G, cámara fotográfica 2Mpx y Bluetooth 3.0

## Diseño
El 3310 es un teléfono móvil compacto, pero algo pesado (133 g), con una pantalla monocroma de 84 x 48 puntos. Es una unidad rectangular algo redondeada que se sostiene en la palma de la mano, cuyos botones están dispuestos para ser utilizados por el dedo pulgar. El botón azul es el principal botón para seleccionar menú o sus respectivas opciones, con el botón "C" como "Atrás" o "Deshacer" . Los botones Arriba y Abajo poseen propósitos de navegación. El botón On/Off/Perfil es un botón negro y rígido ubicado en la parte superior del teléfono. 

## Características
El 3310 Funciona en 2G e incluye utilidades como una calculadora, cronómetro y una función de recordatorios. Incorpora cuatro juegos, Snake II, Pairs II, Space Impact, y 'Bantumi'. Fue muy popular por su modo SMS que permitía mensajes tres veces más extensos que el tamaño de un SMS estándar. El teléfono también tenía la opción de marcación por voz.

## Personalización
El 3310 puede ser personalizado con carcasas intercambiables, que fueron comercializadas en múltiples diseños por varias compañías. El teléfono tiene diferentes "perfiles", que pueden ajustar el teléfono a distintos tipos de configuración. Por ejemplo, hay un modo silencio que hace que el teléfono no suene cuando no se desea que lo haga. También es posible realizar protectores de pantallas con imágenes recibidas. Asimismo tiene la opción de dar un mensaje recordatorio cuando el teléfono está encendido.

## Variantes
La variante asiática del 3310 es el Nokia 3315, que tiene algunas características adicionales:
- Un editor de imágenes para editar cosas para usar en los mensajes SMS
- Perfiles temporizados
- Puede recibir ringtones e imágenes
- Arreglados algunos bugs encontrados en el 3310
- Bloqueo de teclas automático después de un tiempo determinado.

Hay dos variantes norteamericanas del 3310: una es el Nokia 3390, que opera en bandas GSM 850/1900. El Nokia 3395 es una versión actualizada del 3390 el que incluye las características agregadas a la versión de Asia. 
La mayoría de las versiones del 3310 pueden admitir características del 3315 usando un cable de datos.

## Fenómeno de Internet
Los primeros teléfonos celulares GSM de Nokia, en especial los modelos 1100 y 3310, son catalogados como memes o Fenómenos de Internet debido a su popularidad y a distintas características, como por ejemplo su resistencia a los golpes o caídas, que hasta incluso dicen que “rompe el suelo", lo cual le da su Famoso Apodo "El Indestructible".